# Expedición británica al Everest de 1922

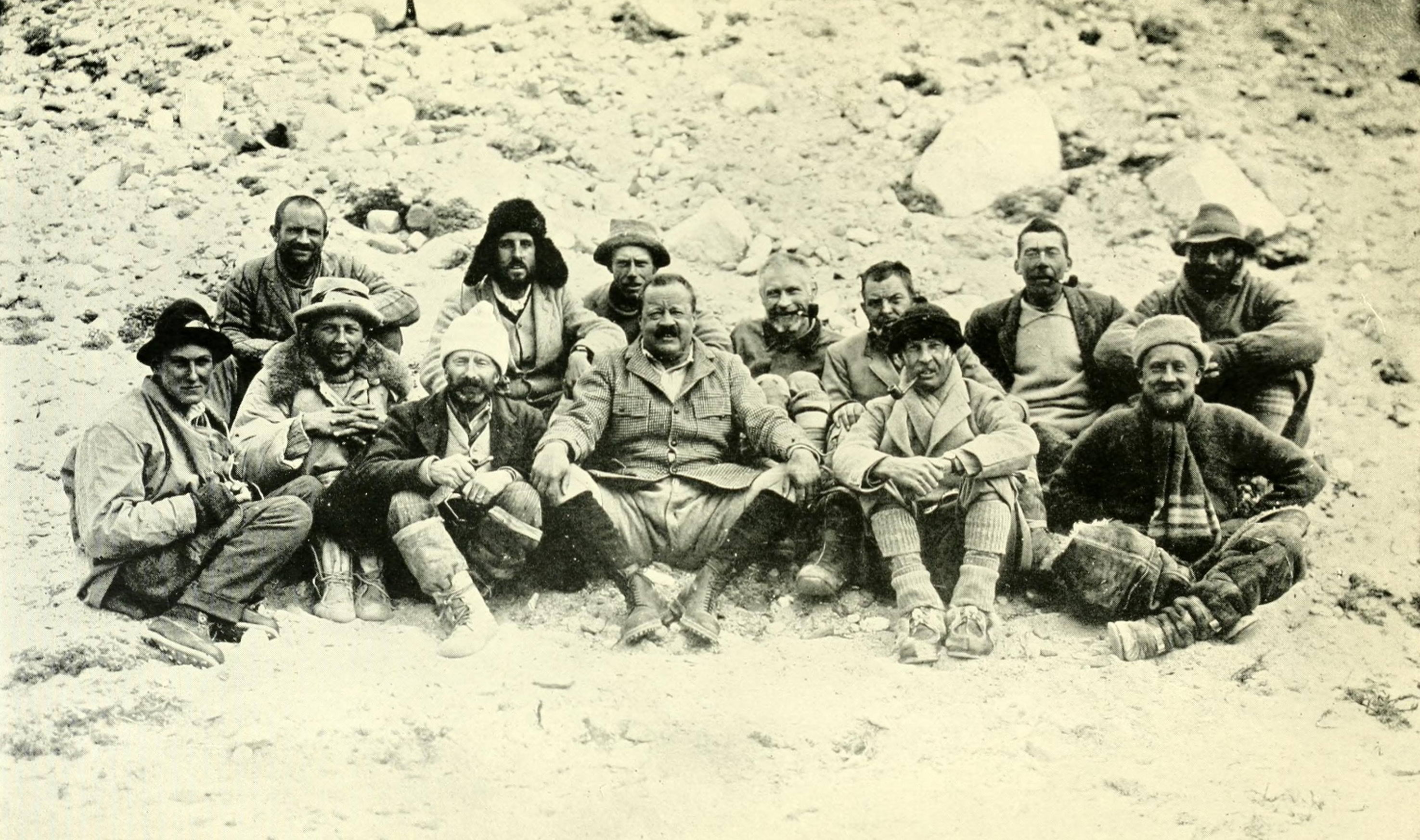
Los miembros de la expedición en el campamento base.
Fila de atrás: Morshead, G. Bruce, Noel, Wakefield, Somervell, Morris y Norton.
Fila de delante: Mallory, Finch, Longstaff, General C. Bruce, Strutt y Crawford

La expedición británica al Everest de 1922 fue la primera expedición organizada con el objetivo de conseguir escalar el Monte Everest, la montaña más alta de la Tierra con una altura de 8 848 metros. Fue también la primera expedición en la que se usaron botellas de oxígeno para la escalada. Los montañistas trataron de escalarla desde la vertiente norte en el Tíbet, ya que la montaña estaba cerrada desde la frontera sur nepalí para los extranjeros.
Un año antes se había llevado a cabo una misión de reconocimiento de la montaña, analizando todas las rutas de ascenso posible para llevar a cabo la escalada. En busca de la ruta más fácil, el alpinista George Leigh Mallory, que participaría en la posterior expedición de 1924 en la que perdería la vida, descubrió la ruta del acceso norte, que, a su juicio, haría factible llegar a la cumbre.
Después de dos intentos fallidos, la expedición probó un tercer ascenso que acabó con la muerte de los siete porteadores como resultado de una avalancha. La expedición no alcanzó la cumbre, quedándose en la máxima altura de 8 326 metros -a 500 m de la cúspide- y marcó las primeras muertes reportadas en el intento de alcanzar la cima. 

## Preparativos

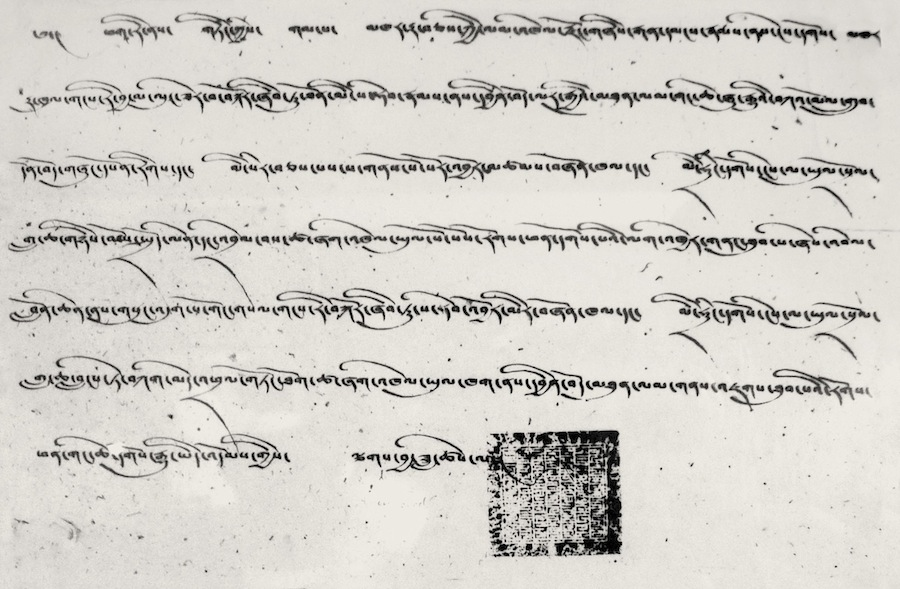
Pasaporte expedido a la expedición al Everest de 1921, conservado en el Instituto de Montañismo del Himalaya (Darjeeling).

El afán de superación era una expresión del pensamiento pionero común en el entonces Imperio Británico. Tras las llegadas al Ártico y la Antártida, el ser humano debía ponerse nuevas metas que superar. Pronto se puso la vista en el cielo, y en alcanzar mediante la escalada las cimas más altas que pueblan la Tierra. Ya que los británicos no habían conseguido ser los primeros en alcanzar ambos polos -Robert Peary se adelantó en 1909 al Polo Norte y Roald Amundsen en llegar al Polo Sur en 1911- se propusieron serlo en la llegada al "tercer polo", la cumbre del Monte Everest a 8 848 metros.
Hubo intentos años antes de escalarlo. El montañista británico Cecil Rawling había planeado tres expediciones entre 1915 y 1916, pero nunca sucedieron al estallar la Primera Guerra Mundial y morir en servicio en la Tercera batalla de Ypres de 1917. Las expediciones en los años 1920 fueron planeadas y manejadas por la Royal Geographical Society y el Alpine Club británico, reunidos en un Comité Conjunto del Everest.
Las actividades topográficas realizadas en el Himalaya en 1921 permitieron la creación de mapas necesarios para la expedición de 1922. John Noel asumió el papel de fotógrafo oficial de la expedición, y portó para la misma tres cámaras de cine, dos panorámicas, cuatro cámaras de foto, una estereoscópica y cinco cámaras pequeña de Kodak. Estas últimas servían para tomar fotografías por los montañistas a grandes alturas, e iban a ser utilizadas para dejar palpable la imagen de su ascenso. Gracias al material de Noel recuperado, hoy se conservan muchas fotografías y una película que narra la expedición.
Durante la expedición topográfica de 1921, se comprobó que el mejor momento para intentar el ascenso era en los meses de abril-mayo, antes de la estación del monzón. Las expediciones de 1922 y 1924 -y muchísimas más hasta la actualidad- siguieron esos patrones para estudiar la subida.

## Uso de botellas de oxígeno
1922 se consideró el punto de partida para la persistente cuestión de realizar una escalada a tantísima altura con botellas de oxígeno para soportar las condiciones extremas de la zona de la muerte. El científico Alexander Mitchell Kellas fue uno de los primeros que señaló su posible y necesario uso. Kellas fue, precisamente, uno de los miembros participantes de la anterior expedición de 1921, pero falleció antes de llegar al campamento base. Gracias a su insistencia, dicha expedición llegó al Everest portando numerosas botellas de oxígeno con ellos, pero nunca se llegaron a utilizar. Pocas personas -tanto montañistas como otros compañeros científicos- se pararon a pensar en las novedosas prestaciones de las ideas de Kellas. En esos momentos, se prestaba más atención a otros experimentos, como los diseñados por el profesor Georges Dreyer con depósitos bajo presión, quien había estudiado los problemas de altitud de la Royal Air Force en la Primera Guerra Mundial.
Como consecuencia de este trabajo científico, la expedición planeaba utilizar oxígeno embotellado. Cada botella contenía aproximadamente 240 litros de oxígeno, llevando cada alpinista un total de cuatro. Con los elementos adicionales, entre máscaras y tubos, el peso portado por cada individuo rondaría los 15 kilos, lo que suponía una dura carga que se notaría más complicada a medida que subieran. Dreyer también había propuesto que cuando se llegara a 7 000 metros de altitud, se debía soltar un total de 2 litros por minuto, cantidad que ascendería a 2,4 litros por minuto. La vida útil de cada botella llegó a ser de dos horas, por lo que cada alpinista tendría soporte vital para 8 horas. Hoy en día, las botellas tienen entre 3 y 4 litros, rellenadas con oxígeno de 250 bares de presión. En un flujo de 2 litros por minuto, una botella puede durar hasta 6 horas.
Uno de los miembros de la expedición, George Finch, fue el responsable de la misma para el entrenamiento diario, con vistas a aclimatarse y a acostumbrarse al pesaroso material que debían portar. Su experiencia como químico le daba bastante conocimiento de las técnicas que debían seguir y se encargó de supervisar el equipo de oxígeno. Dichos aparatos podían llegar a ser a menudo defectuosos, poco robustos y demasiado pesados, lo que unido a las situaciones climatológicas del Himalaya podían hacer peligrar sus vidas. Los aparatos eran muy a menudo defectuosos, eran de baja robustez y eran muy pesados junto con un bajo grado de llenado de oxígeno. No obstante, este avance en el alpinismo no era bien visto por todos los miembros de la expedición, ya que algunos de los mismos fueron reacios a usarlas y prefirieron escalar sin oxígeno añadido. Varios de los porteadores tibetanos y nepalíes llamaban a las botellas de oxígeno "aire inglés".

## Participantes de la expedición
Los participantes de la expedición fueron seleccionados no solo por sus calificaciones para la escalada y el conocimiento de situaciones límite. También contaron antecedentes familiares, experiencias militares y sus profesiones. A su vez, el equipo estuvo acompañado en la travesía y gran parte de la escalada por un grupo de porteadores nepalíes y tibetanos, llegando a formarse una expedición de cerca de 160 hombres. 
| Nombre                  | Función dentro de la expedición               | Profesión                                          |
| ----------------------- | --------------------------------------------- | -------------------------------------------------- |
| Charles Granville Bruce | Jefe de la expedición                         | Militar, con el grado de brigadier                 |
| Edward Lisle Strutt     | Ayudante del jefe de la expedición, montañero | Militar, con el grado de teniente-coronel          |
| George Leigh Mallory    | Montañero                                     | Profesor                                           |
| George Ingle Finch      | Montañero                                     | Químico (perteneciente al Imperial College London) |
| Edward Norton           | Montañero                                     | Militar, con el grado de mayor                     |
| Henry T. Morshead       | Montañero                                     | Militar, con el grado de mayor                     |
| Howard Somervell        | Montañero                                     | Médico                                             |
| Arthur Wakefield        | Montañero                                     | Médico                                             |
| John Noel               | Fotógrafo, operador de cámara                 | Militar, con el grado de capitán                   |
| Tom G. Longstaff        | Médico de la expedición                       | Médico militar, con el grado de mayor              |
| Geoffrey Bruce          | Oficial de transporte                         | Militar, con el grado de capitán                   |
| John Morris             | Oficial de transporte                         | Militar, con el grado de capitán                   |
| Colin G. Crawford       | Oficial de transporte                         | Miembro del gobierno civil colonial británico      |

## Llegada al Everest

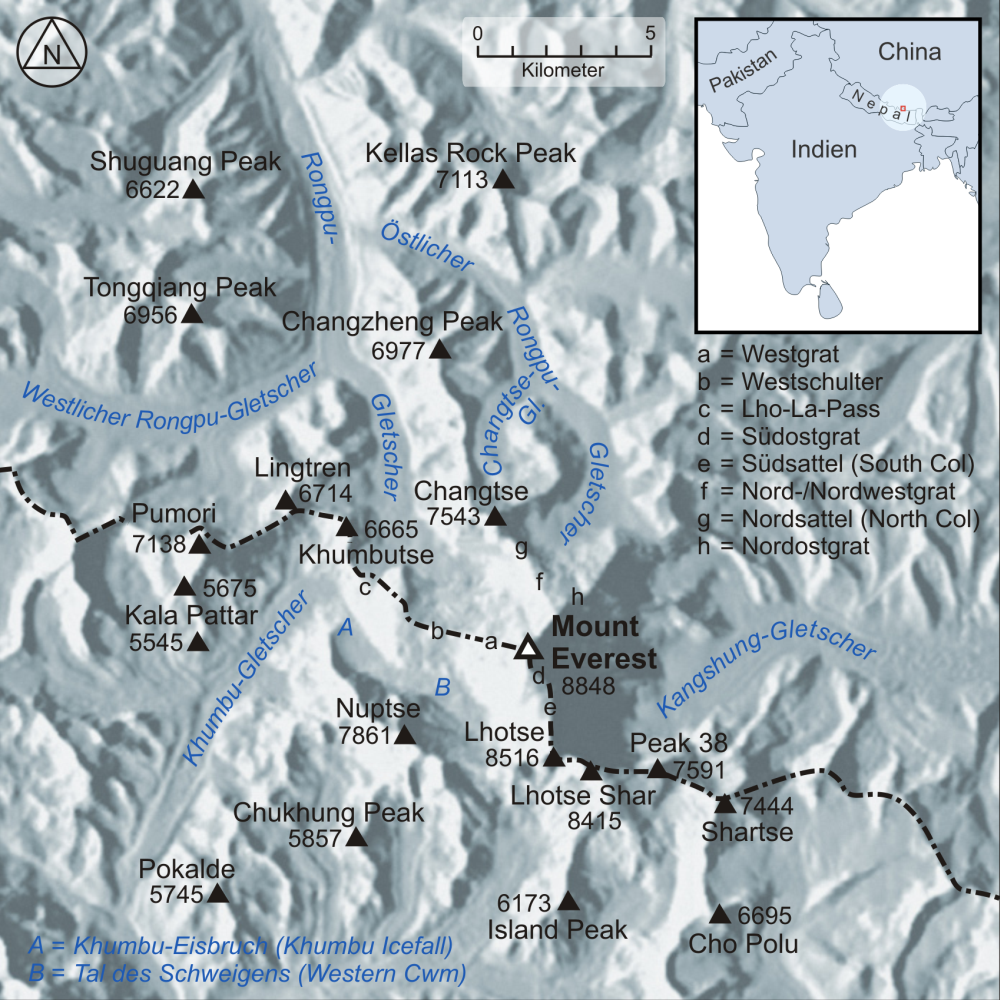
Mapa de la región del Monte Everest.

El viaje al campamento base del Everest siguió la ruta utilizada en 1921. La expedición partió de la India, llegando a Darjeeling a finales de marzo de 1922. Algunos participantes habían llegado un mes antes para organizar y contratar a los porteadores que les ayudarían en el trayecto. El viaje comenzó el 26 de marzo para la mayoría. Crawford y Finch se quedaron un par de días más para organizar el transporte de los sistemas de oxígeno, que llegaban con retraso desde Calcuta.
Para poder viajar a través del Tíbet, tuvieron que pedir un permiso especial de viaje del Dalái lama. Desde Darjeeling, la expedición se dirigió primero a Kalimpong, luego a Pagri y finalmente a Khampa Dzong, donde llegaron el 11 de abril. Aquí el grupo descansó durante tres días para que Finch y Crawford pudieran alcanzarles con las botellas de oxígeno. Una vez todos reunidos, se trasladaron hasta Shelkar Dzong, cruzando hasta el norte por el Monasterio de Rongbuk, donde querían erigir el campamento base. Sin embargo, para promover el proceso de aclimatación, la expedición alternó la marcha andando y a caballo, llegando a situar el campamento base algo más lejos, en el extremo inferior del glaciar de Rongbuk, al que llegaron el 1 de mayo de 1922.

## Planes de escalada
Para las expediciones británicas anteriores a la Segunda Guerra Mundial, el Everest solo era escalable desde el norte del Tíbet, ya que el lado sur de Nepal estaba cerrado para los extranjeros occidentales en ese momento. En la expedición previa de 1921, Mallory había descubierto una ruta "factible" desde el puerto de Lhagba La hasta la cara norte de la montaña y, finalmente, la cumbre. Dicha ruta se desarrollaba en su gran medida por el glaciar de Rongbuk hasta Lhagba La, aunque la escalada se torcía complicada en este punto para acceder a la cresta noreste.
Un obstáculo de escalada más severo, entonces desconocido, era un segundo escalón situado a 8 605 metros. Con aproximadamente 30 metros de altura y una pendiente de más de 70 grados, daba paso a una pared vertical de cerca de 7 metros. Desde allí, la ruta conducía a la cumbre, y, aunque algo pendiente, se descubrió ser de fácil recorrido.
Alternativamente, los británicos revisaron una ruta a través de los flancos de la pared norte de la montaña y ascendieron por el barranco del Corredor Norton, que daba más tarde pie a la cumbre. Dicha ruta llegó a ser utilizada por el alpinista italiano Reinhold Messner en su ascenso en solitario en 1980 sin botellas de oxígeno.

## Intentos de escalada
El campamento base se encontraba en el valle de Rongbuk, que ya era conocido por la expedición de 1921. El 5 de mayo, Strutt, Longstaff, Morshead y Norton intentaron un primer reconocimiento intensivo de este valle. El campo base avanzado fue erigido en el extremo superior del glaciar a unos 6.400 metros de altura. Entre el campamento base y el campo base avanzado erigieron dos campos intermedios: el campamento I, a 5.400 m, y el campamento II a 6.000 m. Para la supervivencia en estos campamentos, especialmente por el tema de la alimentación, fueron apoyados por agricultores locales, que solo pudieron suministrarles por un corto espacio de tiempo bienes. Longstaff acabó agotado físicamente debido a que se encargó de la gestión del campamento y al transporte de los recursos, cayendo enfermo, lo que le imposibilitó realizar ninguna actividad de montañismo posteriormente en la expedición.
El 10 de mayo, Mallory y Somervell abandonaron el campamento base para erigir el campamento IV, cerca de la columna norte. Llegaron al campamento II dos horas y media más tarde. El 11 de mayo comenzaron a subir el collado norte para montar el último campamento, situado a 7.000 metros de altura. Se preveía un primer ensayo de ascenso por Mallory y Somervell sin oxígeno suplementario, que sería seguido por una segunda subida con oxígeno. Sin embargo, estos planes fracasaron, ya que la mayoría de los escaladores enfermaron. Finalmente, se decidió que los escaladores más o menos saludables, Mallory, Somervell, Norton y Morshead, debieran escalar juntos.

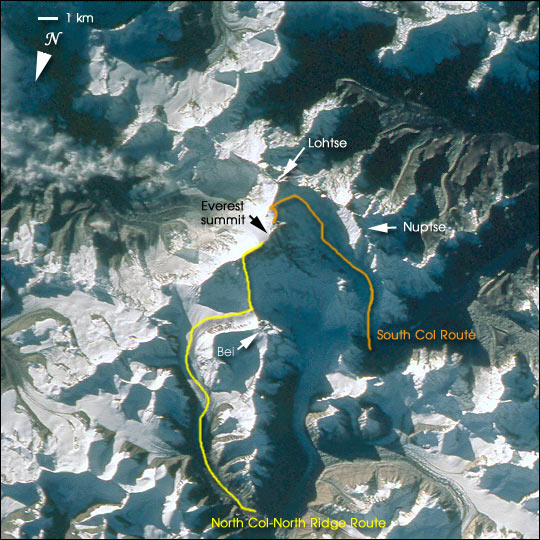
Las dos rutas principales del Monte Everest. La expedición de 1922 intentó el ascenso a través de la ruta marcada en amarillo.

### Primer intento: sin oxígeno
Este primer intento fue hecho por Mallory, Somervell, Norton y Morshead, apoyado por nueve porteadores. El 19 de mayo salieron del campamento III, llegando al collado norte cerca de las 8:45 de la mañana. Según contó Mallory, el día era agradable y soleado. Cerca de la una de la madrugada levantaron el campamento. Al día siguiente, los alpinistas pretendían ascender llevando solo lo imprescindible: dos de las tiendas más pequeñas, dos sacos de dormir dobles, comida para 36 horas, un sistema de cocción de gas y dos termos para bebidas.
Al día siguiente, 20 de mayo, Mallory levantó al grupo alrededor de las 5:30 de la mañana. Los porteros habían dormido mal la noche anterior debido a la mala oxigenación en las tiendas. Solo cinco de los nueve porteadores se encontraban con un estado aceptable para subir. También resultó un problema importante el reparto y la preparación de los alimentos, que les llevaron a postergar el ascenso hasta después de las 7 de la mañana, momento en que las condiciones climatológicas empeoraron, descendiendo las temperaturas en picado. 
Cualquier ascenso por encima del collado norte era un hito en esos momentos, pues ningún alpinista había llegado a dicha altitud. No obstante, quedó claro que aquella misión sería complicada, puesto que los porteadores no contaban con ropa asequible para dichas temperaturas. La expedición acabó fracasando en el objetivo de erigir un campamento a 8 200 metros, llegando solo hasta los 7 600 metros, altitud en la que acamparon en un campamento V.
El 21 de mayo, los cuatro montañeros se despertaron alrededor de las 6:30 de la mañana, estando listos para ascender a las 8 de la mañana. Instantes antes de marchar, una mochila con alimentos cayó por la montaña. Morshead intentó a costa de peligrar su salud y su vida recuperar dicha mochila, lo que le llevó a un agotamiento físico que le impidió realizar el ascenso. Sin Morshead, Mallory, Somervell y Norton se desplegaban por la cresta norte. Las circunstancias no eran ideales, puesto que en ese momento una ligera nevada comenzó a cubrir la montaña.
Según Mallory, el ascenso no parecía complicado, pero poco después de las 2 de la madrugada decidieron dar la vuelta, habiendo escalado un total de 8 225 metros, que fue un récord mundial de escalada en esos momentos. Alrededor de las 4 de la madrugada, el grupo se reunió con Morshead en el último campamento y descendieron. La misión estuvo a punto de acabar en desgracia por un accidente en el que se vieron involucrados todos a excepción de Mallory al verse deslizándose varios metros por la nieve. Mallory fue capaz de sostener a sus compañeros gracias a la cuerda y el piolet que llevaba, evitando un mal mayor. En mitad de la oscuridad, y cruzando una zona de grietas peligrosas, llegaron al campamento V. El 22 de mayo comenzaron a bajar el collado norte a las seis de la mañana.

### Segundo intento: con oxígeno
El segundo intento de escalada fue realizado por George Ingle Finch, Geoffrey Bruce y el oficial gurkha Tejbir, del grupo de apoyo, con ayuda de bombonas de oxígeno. Después de que Finch se recuperara, en vista a que se pudiera repetir la situación de la primera escalada, buscó que otros alpinistas en plenas condiciones para escalar le acompañaran. En los días previos a la llegada de las botellas de oxígeno al campamento III, el grupo disponía de suficientes botellas en las pistas superiores. Los tres montañeros fueron al campamento III el 20 de mayo, donde revisaron las botellas, que se encontraban en buen estado.
El 24 de mayo subieron al collado norte junto a John Noel. En ese punto, a las 8 de la mañana del día 25, Nole, Finch, Bruce y Tejbir comenzaron el ascenso a través de las crestas norte y noreste, aunque la subida estuvo complicada por el viento extremo que soplaba en la zona. Doce de los cargadores transportaron las botellas de oxígeno y el resto del equipo. Se venía viendo que era evidente que el uso del oxígeno era una gran ayuda. Los montañeros pudieron subir mucho más rápido que los porteadores a pesar de que sus cargas eran más pesadas. A medida que el viento soplaba más fuerte, erigieron el campamento a 7 460 metros. El 26 de mayo las condiciones meteorológicas empeoraron hasta el punto de que el grupo vio imposible poder seguir escalando.
Volvieron a intentarlo el 27 de mayo. En este punto, la comida estaba casi agotada ya que no habían planeado una misión tan duradera. Con el sol brillando, a las seis de la mañana, el viento continuaba siendo virulento. Tejbir no contaba con ropa adecuada contra el viento, llegando a desmoronarse cerca de los 8 000 metros. Finch y Bruce lo enviaron de regreso al campamento y subieron por la cresta noreste. Finch decidió cambiar la ruta a causa de las severas condiciones del viento y entraron por el flanco de la pared norte en dirección al empinado corredor norte. Hicieron un buen progreso a nivel horizontal, pero sin ganar altura. A los 8 326 metros, Bruce comenzó a tener problemas con el sistema del oxígeno. Finch determinó que estaba agotado y decidieron volver. Con este segundo ascenso se batía de nuevo otro récord de altura. A las 4 de la madrugada, el equipo regresó al campamento del collado norte, llegando una hora y media después al campamento III.

### Tercer intento: avalancha y fracaso de la expedición
En la opinión médica de Longstaff, la expedición debía abandonar todo nuevo intento si no querían que acabaran exhaustos o muertos. Sin embargo, Somervell y Wakefield no vieron grandes riesgos y quisieron intentar un tercer ascenso. El 3 de junio Mallory, Somervell, Finch, Wakefield y Crawford ascendieron junto a 14 porteadores desde el campamento base. Finch dejó al resto del grupo en el campamento I. Dos días después, el 5 de junio, el resto del equipo llegó al campamento III, donde descansaron un día entero. que dejar el campamento en el campamento I. Los otros llegaron al campamento III el 5 de junio y pasaron un día allí. Sin embargo, fue aquí donde comenzaron a ver las resistencias físicas del cuerpo, llegando Mallory a requerir oxígeno para continuar.
El 7 de junio, Mallory, Somervell y Crawford llevaron a los porteadores a través de las heladas laderas del collado norte. El total de 17 hombres se dividió en cuatro grupos, cada uno con material de sujeción. Los tres alpinistas británicos formaban parte del primer equipo, que al adelantarse pudo amoldar el terreno compactando la nieve a los que les seguían. A medio camino, un pedazo de nieve se soltó sepultando parcialmente a Mallory, Somervell y Crawford, que pudieron escapar. Pero el grupo que les seguía fue golpeado por una avalancha de 30 metros de nieve que se llevó por delante a nueve porteadores, que cayeron por una grieta y fueron enterrados bajo grandes masas de nieve.
Dos porteadores intentaron salir de la nieve, otros seis estaban muertos y un noveno no pudo ser recuperado. Este accidente puso punto final al tercer intento -y a la expedición- de escalar el Everest. Mallory había cometido un error al intentar ir hacia la cima por las laderas heladas en lugar de intentar ir por curvas menos pendientes. El 2 de agosto, todos los miembros de la expedición regresaron a Darjeeling.

## Después de la expedición

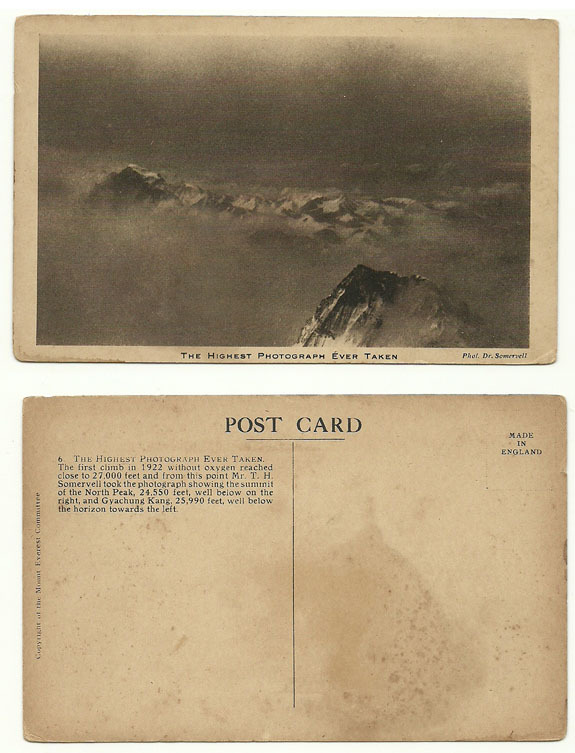
La fotografía más alta jamás tomada. La primera ascensión en 1922 sin oxígeno alcanzó casi 27.000 pies y desde este punto T.H Somervell tomó la fotografía que muestra la cima del Pico Norte.

Tras regresar a Inglaterra, tanto Mallory y Finch recorrieron la geografía británica haciendo presentaciones sobre la expedición. Esta gira tuvo dos alicientes. Se consiguió que el público se interesara por la expedición y los resultados y que hubiera grupos y mecenas que quisieran ver realizada una próxima expedición, para lo que incluso iban a financiar el proyecto. Mallory viajó a los Estados Unidos, donde estuvo tres meses, para realizar una gira de conferencias. Aquí fue donde se le hizo la famosa pregunta de por qué quería escalar el Everest, a lo que Mallory contestó "porque está allí", convirtiéndose en una frase clásica entre los alpinistas en el Himalaya. La expedición prevista para 1923 al Monte Everest se retrasó por motivos financieros y organizativos, y no hubo tiempo suficiente para preparar otra expedición al año siguiente.